# IC 365
IC 365 је лентикуларна галаксија у сазвјежђу Бик која се налази на листи објеката дубоког неба у Индекс каталогу.
Деклинација објекта је + 3° 20' 56" а ректасцензија 4h 19m 14,2s. Привидна величина (магнитуда) објекта IC 365 износи 13,9 а фотографска магнитуда 14,8. IC 365 је још познат и под ознакама MCG 1-11-17, CGCG 392-21, IRAS 04166+0313, PGC 14860.